# Papiro di Berlino
Il frammento noto come Papiro di Berlino contiene brevi testi in greco di natura evangelica non riconducibili ad alcun vangelo apocrifo o canonico. È databile al VI secolo ed è stato ritrovato nel 1923.
Contiene due brevi frammenti del dialogo tra Gesù e Natanaele (cf. Gv1,49).
Il papiro di Berlino è un rotolo di papiro di carattere letterario, recante un'opera del poeta Timoteo di Mileto, I Persiani, risalente al IV secolo a.C. È venuto alla luce nel 1902 nei pressi di Abusir, sobborgo di Menfi, nella tomba di un soldato e facente parte, insieme ad altri oggetti, dell'arredo funebre. (Cfr, Marina Scialuga, Introduzione allo studio della filologia classica, Ed. dell'Orso, pp. 33, 34).